# Tatra Prezident

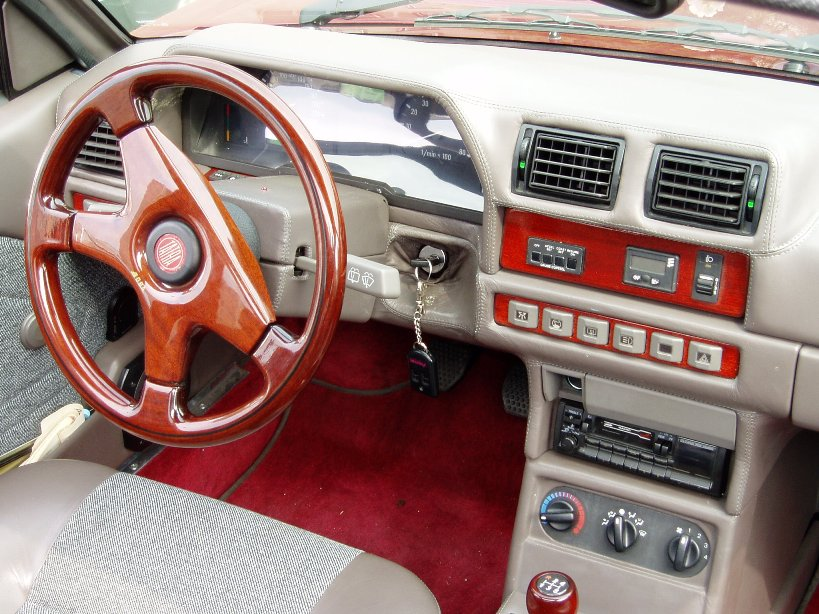
Přístrojová deska vozu Prezident

Tatra Prezident byl prototyp automobilu vyšší třídy vyrobený pro automobilku Tatra v roce 1994. V rámci další modernizace Tatry 613, která byla ve výrobě už dvě desetiletí, uvažovalo vedení závodu Tatra v Kopřivnici o jejím následníkovi. V úvahu připadaly dvě varianty, buď výrazná modernizace vozu Tatra 613 s maximálním využitím existujících komponentů, nebo úplně nový vůz, předběžně označený jako Tatra 625.
V rámci první varianty modernizace byl designérem Václavem Králem navržen a ve firmě Ecorra Lubina postaven prototyp vycházející z varianty Tatra 613-4 MiLong a pojmenovaný po prvním kopřivnickém automobilu. Vznikl tak prototyp, využívající charakteristické prvky vozidel T 613, nesoucí však výrazné modernizační znaky. Nejnápadnější změnou byla přední část karosérie. Její střed svým prolisem tvarově připomíná starší kopřivnické modely s motorem vpředu (Tatra 11), s využitím hlavních světlometů vozů Volvo. Zadní blatníky dostaly plný oblouk a celá zadní část vozu byla zdvižena a zmohutněla. Vůz tím získal štíhlý a zároveň dynamický klínovitý vzhled, v té době preferovaný. Některé detaily karosérie i interiéru byly zdařile modifikovány; mechanické části vozu však zůstaly nezměněny.
Vývoj prototypu nebyl ukončen vzhledem k rozhodnutí o předčasném zastavení vývojových prací. Například nebyla dořešena modernizovaná vyhřívací a klimatizační soustava, která se objevila až v pozdější Tatře 700.
Od plánované veřejné prezentace prototypu Prezident bylo nakonec upuštěno. Automobil byl představen jen v úzkém kruhu (například prezidentu Václavu Havlovi) a po rozhodnutí o zastavení jeho vývoje se stal součástí sbírek podnikového muzea v Kopřivnici, kde je zařazen do stálé expozice.
Vedení společnosti se nakonec rozhodlo jít cestou intenzívnějších inovací, a tak vznikl nový vůz Tatra 700, který však též výraznou měrou navazoval na svého předchůdce – Tatru 613. Některé nové prvky prototypu Prezident se však objevily v sériové výrobě a to v posledním provedení Tatry 613 v modelovém ročníku 1995.